# Voldemar Panso
Voldemar Panso (Tomsk, 30 de novembro de 1920 – Tallinn, 27 de dezembro de 1977) foi um cenógrafo, ator e teatrólogo estoniano. Seu nome está ligado nas décadas de 1950 e 1960 ao surgimento do profissionalismo e com o início da educação acadêmica no Teatro da Estônia.
Panso foi educado em Moscou e foi para Tallinn após a Segunda Guerra Mundial na época em que a Estônia estava sob o regime soviético. Em 1957 ele criou a base para a formação de profissionais no teatro estoniano. Tentativas anteriores nesta área tiveram curta duração devido a revoltas políticas. De 1938 a 1941 a Escola de Teatro funcionou no Conservatório de Tallinn, depois da guerra (1946), o Instituto Estatal do Teatro da Estônia foi fundado. Contudo, teve apenas tempo de formar três turmas de estudantes antes de ser fechado em 1950 no curso das repressões diretamente dirigidas ao então chamado "nacionalismo burguês". Faleceu em dezembro de 1977 aos 57 anos.